# Microsoft SharePoint Designer
Microsoft SharePoint Designer (ранее Microsoft Office SharePoint Designer) — WYSIWYG HTML-редактор и программа для веб-дизайна от компании Microsoft, замена для Microsoft Office FrontPage и часть семейства SharePoint. Является одним из компонентов пакета Microsoft Office 2007, однако не включён ни в один из комплектов офиса (устанавливается отдельно). Переход в названии от FrontPage к SharePoint Designer связан с его назначением: созданием и дизайном веб-сайтов Microsoft SharePoint. SharePoint Designer имеет тот же движок отрисовки HTML, что и Microsoft Expression Web, и не полагается на движок Trident браузера Internet Explorer, который менее совместим с общими стандартами.
Аналог SharePoint Designer, Microsoft Expression Web, очень похож на него и предназначен для общей веб-разработки.
В 2009 году Microsoft SharePoint Designer 2007 стал распространяться бесплатно для всех желающих на официальном сайте Microsoft Office.

## История
SharePoint Designer и родственный ему продукт Microsoft Expression Web являются преемниками Microsoft FrontPage. В то время как Expression Web служит полнофункциональным преемником FrontPage, SharePoint Designer фокусируется на разработке и настройке веб-сайтов Microsoft SharePoint. Например, он включает только шаблоны сайтов для SharePoint. Первая версия, SharePoint Designer 2007, сохраняет больше функций FrontPage, чем Expression Web (такие как веб-компоненты, база данных, бегущая строка, счетчик посещений, панели навигации и вставка карты). SharePoint Designer 2007 изначально был коммерческим программным продуктом. Однако 31 марта 2009 г. SharePoint Designer 2007 стал доступен как бесплатное программное обеспечение.

## Функции
SharePoint Designer разделяет кодовую базу, пользовательский интерфейс и механизм рендеринга HTML с Expression Web и не полагается на механизм Trident Internet Explorer. В нем есть конструктор рабочих процессов, который позволяет пользователям SharePoint создавать рабочие процессы, чтобы рабочий процесс мог автоматизировать процесс с помощью концепции и объектов, таких как элемент списка, тип контента и столбец списка на сервере SharePoint. Начиная с SharePoint 2013, он предоставляет текстовый конструктор и визуальный конструктор для пользователей, не являющихся разработчиками.

## Внешние ссылки
- SharePoint Magazine
- Страница загрузки SharePoint Designer 2007 (приложение предоставляется бесплатно)
- Страница загрузки SharePoint Designer 2010 (приложение предоставляется бесплатно)
- Страница загрузки SharePoint Designer 2013